# Luis Ayala
Luis Alberto Ayala Salinas (Santiago Centro, Santiago, Chile; 18 de septiembre de 1932-Houston, Texas, Estados Unidos; 4 de septiembre de 2024)  fue el «mejor tenista chileno durante la era aficionada». Durante su carrera en las décadas de 1950 y 1960, ganó el Torneo de Roland Garros en dobles mixto con la australiana Thelma Coyne en 1956 y alcanzó la final individual en 1958 y 1960. Obtuvo individualmente el Masters de Roma, la medalla de oro en los Juegos Panamericanos y fue reconocido como el «mejor en arcilla de la temporada» en 1959. Llegó a ser primero de la clasificación masculina a nivel mundial en la era aficionada (pre era profesional y pre era open), en donde, ganó el Campeonatos Internacionales de Italia de 1959, prueba de ello es que fue el primer cabeza de serie de Roland Garros de ese año, siendo el tenista mejor rankeado en esas 3 semanas según el puntaje y ranking elaborado por los distintos periodistas que delimitaban a los cabeza de series en los torneos y elaboraban el ranking anual, también fue número 5 anualmente en el año 1958 y finalizó entre los primeros diez de 1958 a 1961.
Fue el «mejor capitán y el jugador con más victorias totales e individuales en la historia del equipo chileno de Copa Davis», con un registro respectivo de 37-14 y 27-6, así como el «mejor tenista en arcilla de Chile en la historia», donde influyó para que fuese un deporte popular.

## Trayectoria deportiva

### Inicios
Entró a la categoría adulta en Chile con 16 años en 1949. Fue designado como cónsul honorario en la ciudad de Los Ángeles en Estados Unidos para desarrollar su carrera en 1953.

### Apogeo

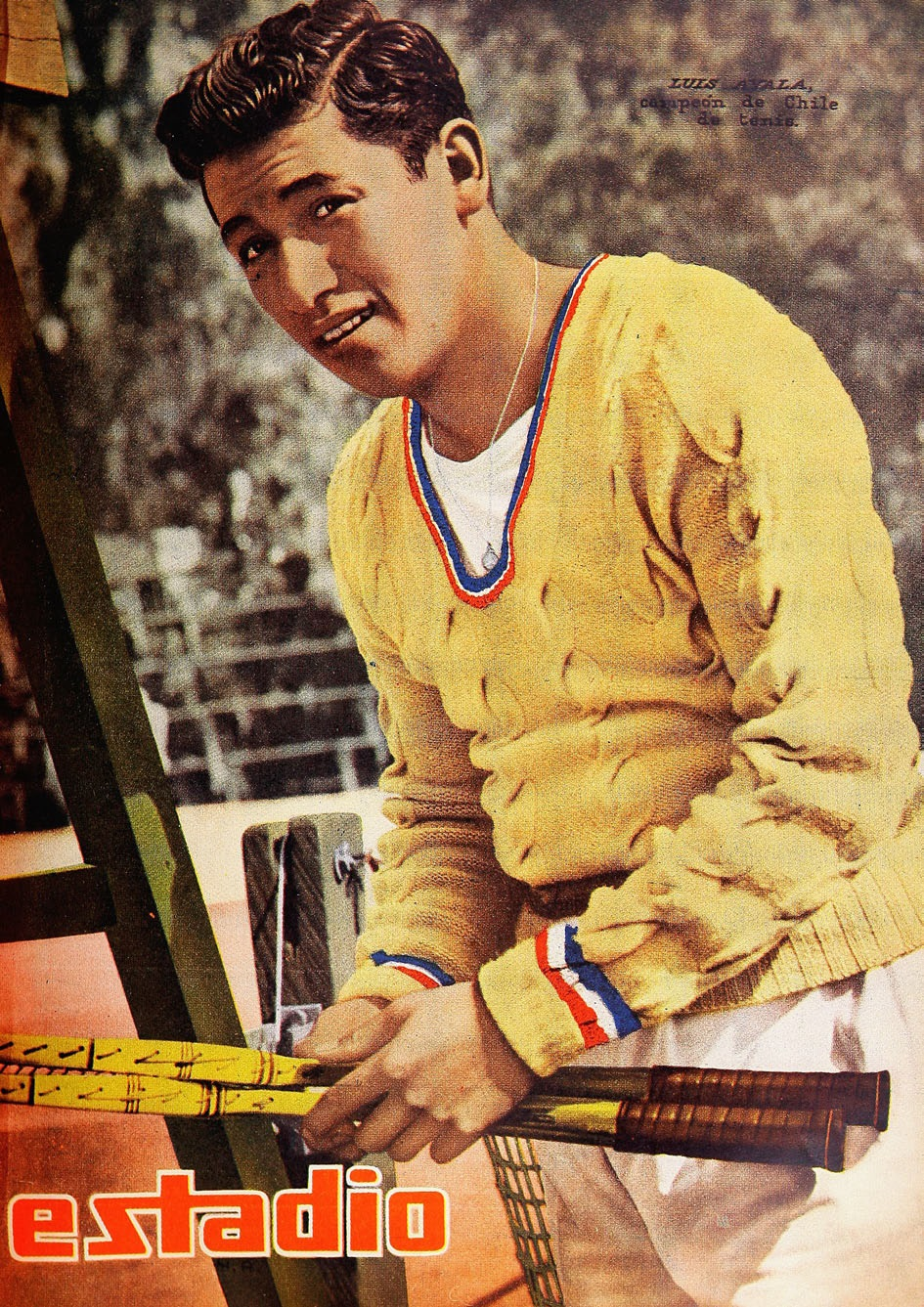
Luis Ayala en 1951.

En 1959, ganó el Masters de Roma y la medalla de oro en los Juegos Panamericanos de Chicago, y llegó a la semifinal simple de Roland Garros como el primer cabeza de serie. Terminó sexto la temporada. En el Campeonato de Wimbledon, llegó a cuartos de final tres veces. Cayó ante Alex Olmedo en 1959, el campeón; ante Ramanathan Krishnan en 1960; y ante Rod Laver en 1961, el vencedor. En 1959 y 1960 obtuvo el Torneo de Båstad individual en Suecia, venciendo en las finales al indio Ramanathan Krishnan. En 1959 lo ganó en dobles con el mismo jugador. En el campeonato de Suiza venció al sueco Jan-Erik Lundkvist, y fue campeón individual y en dobles en el de Estambul en Turquía. En 1959 fue campeón en dobles del Masters de Hamburgo con el australiano Don Candy.
En el Abierto de Estados Unidos, llegó a cuartos de final dos veces, en 1959 cayó ante el australiano Neale Fraser, que fue campeón. En el Torneo de Roland Garros y tras haber eliminado al gran favorito Roy Emerson cayó en la final ante el australiano Mervyn Rose. En el campeonato de Chile, en Santiago, venció al español Manuel Santana, quien lo había derrotado semanas antes en la final del campeonato de Argentina. Lo mejor del año lo hizo en el campeonato de Italia, en Roma, que siempre le fue favorable, el tenista chileno dejó en el camino a Giorgio Fachini, Ferruchio Bonetti y Vladimir Skonecki en las rondas decisivas y provocó la admiración de los italianos, que lo vieron vencer con inesperada facilidad al indiscutido número uno de la época, el australiano Neale Fraser, el 12 de mayo de 1959. Termina séptimo la temporada en 1960 y 1961, según el periodista Lance Tingay del periódico británico The Daily Telegraph.
Ganó el Campeonato de Chile en 1951, 1952, 1953, 1955, 1956, 1957, 1958, 1959 y 1960.

### Datos
- Luis Ayala es el chileno de más larga permanencia competitiva a primer nivel internacional en la historia de su deporte. Es el único chileno que compitió con éxito en todas las épocas del tenis moderno; aquella solo para amateurs, la reservada para los profesionales y la actualmente llamada "era abierta", que comenzó en 1968.
- Anita Lizana, que triunfó en 1937 en individuales en el torneo de Forest Hills, y Ayala, que en 1956 ganó en dobles mixtos el campeonato de Roland Garros, son los únicos chilenos que hasta ahora se han titulado campeones en un Grand Slam en la categoría adulta.
- Entre 1958 y 1969, con excepción del Abierto de Australia, donde nunca participó, Ayala tuvo buenas actuaciones en ese altísimo nivel de competencia. Fue campeón, finalista, y semifinalista y estuvo entre los 8 cabeza de serie en los otros 3 Grand Slam, Wimbledon en Gran Bretaña, Roland Garros en Francia y el US Open en Estados Unidos.
- Ayala se tituló campeón de Chile en 9 ocasiones en individuales (y varias veces más en dobles y mixtos), entre 1950 y 1960. Fue campeón sudamericano y panamericano. Integró el equipo de Copa Davis en 18 ediciones; y, de los 51 partidos que jugó representando a Chile, obtuvo 37 victorias, en donde, 27 de ellas son en individuales.
- Las estadísticas disponibles indican que, de los encuentros oficiales que disputó en torneos relevantes en todos los continentes, Luis Ayala resultó vencedor en un 65% de ellos.
- Luis Ayala obtuvo 45 títulos de campeón, incluyendo los significativos dobles mixtos de Roland Garros y la corona de singles en el abierto de Italia (hoy en día Master 1000 de Roma), además de triunfos panamericanos y otros de igual fuste.
- Su exitosa carrera en 1957 motivó que Ayala fuera premiado por la ahora desaparecida Helms Athletic Foundation, la cual lo reconocía como "El Atleta Sudamericano del año" de dicho año.

### Copa Davis
Fue jugador del equipo chileno de Copa Davis en 1952 y de 1954 hasta 1960. Llegó a las semifinales de la Zona Europea en la edición de 1955 ante Suecia, correspondiente a los octavos de final. Fue compañero de Ricardo Balbiers, Andrés Hammersley y Carlos Sanhueza. Después fue el capitán entre 1974 y 1983 —sucediendo a Marcelo Taverne y seguido por Jaime Fillol—, llegando a la final en 1976 ante Italia, con Fillol, Patricio Cornejo y Belus Prajoux.

### Homenajes
En 1960 el Departamento de Deportes del Estado le otorgó la condecoración "Medalla de Oro al Mérito Deportivo". En 2017 el Gobierno de Chile realizó una ceremonia en su academia y le entregó un galardón y un diploma «por su exitosa trayectoria deportiva».

## Torneos de Grand Slam

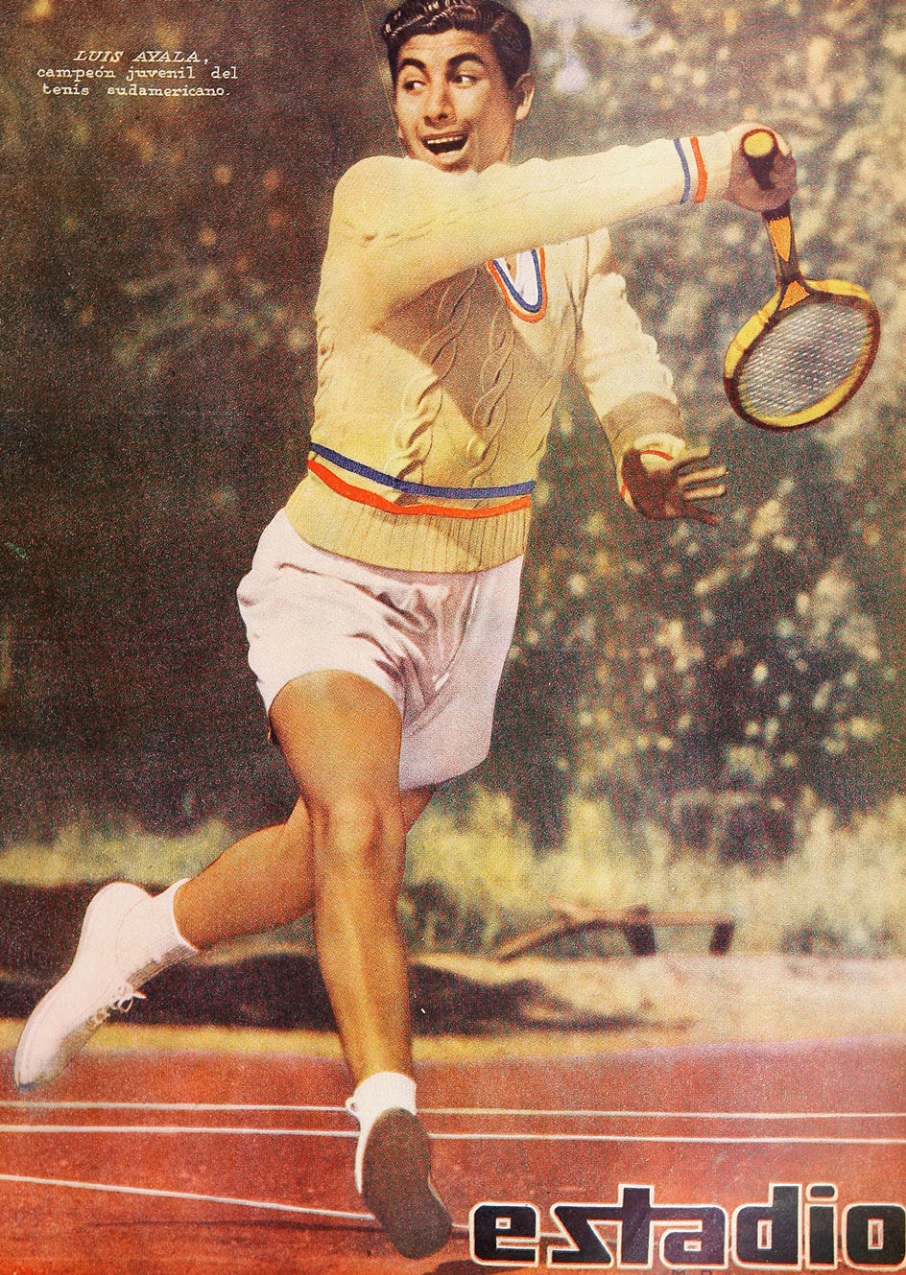
Luis Ayala en 1950.

### Finalista Dobles mixto (2)
Jugó con la australiana Jenny Staley en 1955 y con la alemana Edda Buding en 1957.
| Año  | Torneo             | Oponente en la final         | Resultado   |
| 1955 | Campeonato Francés | Darlene Hard / Gordon Forbes | 7-5 1-6 2-6 |
| 1956 | Campeonato Francés | Darlene Hard / Robert Howe   | 4-6 6-4 6-1 |
| 1957 | Campeonato Frances | Věra Pužejová Jiří Javorský  | 6-3, 6-4    |

### Finalista Individuales (2)
| Año  | Torneo             | Oponente en la final | Resultado           |
| 1958 | Campeonato Francés | Mervyn Rose          | 3-6 4-6 4-6         |
| 1960 | Campeonato Francés | Nicola Pietrangeli   | 6-3 3-6 4-6 6-4 6-3 |

## Torneos ganados[25]
- 1973 - USPTA Clay Courts (Profesional)[26]
- 1964 - La Baule Professionals (Profesional)[27]
- 1961 - Caribe Hilton Championships (Amateur)[28]
- 1961 - Ojai Championships (Abierto)[29]
- 1961 - Southern California Championship (Abierto)[30]
- 1961 - Graz (Amateur)[31]
- 1961 - Hanover International (Amateur)[32]
- 1960 - Madrid (Abierto)[33]
- 1960 - Campeonato Internacional de Argentina (Abierto)[34]
- 1960 - Internacional de Santiago (Amateur)[35]
- 1960 - Bastad (Abierto)[36]
- 1960 - Coupe Marcel Poree (Abierto)[37]
- 1960 - Barcelona Fall - Real Turo (Amateur)[38]
- 1960 - Brumana Internacional (Amateur)[39]
- 1960 - Chile Internacional (Abierto)[40]
- 1960 - Baden-Baden (Amateur)[41]
- 1959 - Chile Internacional (Abierto)[42]
- 1959 - Campeonato Internacional de Italia (Abierto)[9]
- 1959 - Campeonato Nacional de Chile (Amateur)[43]
- 1959 - Campeonato Internacional de Turquía (Abierto)[44]
- 1959 - Juegos Panamericanos (Amateur)[45]
- 1959 - Gstaad (Abierto)[46]
- 1959 - Bastad (Abierto)[47]
- 1959 - Worcestershire Campeonato (Amateur)[48]
- 1959 - Campeonato del Caribe (Amateur)[49]
- 1959 - Colombia Internacional (Amateur)[50]
- 1958 - Invitación Masters (Amateur)[51]
- 1958 - Colombia Internacional (Amateur)[52]
- 1958 - Campeonatos Internacional de Turquía (Abierto)[53]
- 1957 - Torneo Internacional de Düsseldorf (Abierto)[54]
- 1957 - Campeonato Internacional de Holanda (Abierto)[55]
- 1957 - Campeonato Internacional de Turquía (Abierto)[56]
- 1957 - Campeonato Panamericano (Amateur)[57]
- 1957 - Campeonato Internacional de Argentina (Abierto)[58]
- 1957 - Campeonato Nacionales de Chile (Amateur)[59]
- 1956 - Génova (Amateur)[60]
- 1956 - Campeonato del Oeste de Inglaterra (Amateur)[61]
- 1956 - Campeonato Sudamericano (Amateur)[62]
- 1955 - Campeonato Internacional de Argentina (Abierto)[63]
- 1955 - Campeonato Nacional de Chile (Amateur)[64]
- 1955 - Internacional de Antwerpen (Amateur)[65]
- 1955 - Internacional Brasileño (Amateur)[66]
- 1954 - Campeonatos de Ojai (Abierto)[67]
- 1954 - Invitación Schroon Crest (Amateur)[68]
- 1953 - Abierto de Santos (Amateur)[69]
- 1952 - Placa Wimbledon (Consuelo) (Abierta)[70]

## Vida personal
Fue el marido de la extenista chilena María Tort. El 3 de enero de 1959 contrajeron matrimonio.